# Gare d'Écommoy
La gare d'Écommoy est une gare ferroviaire française de la ligne de Tours au Mans, située sur le territoire de la commune d'Écommoy, dans le département de la Sarthe en région Pays de la Loire.
Elle est mise en service en 1858 par la Compagnie du Chemin de fer de Paris à Orléans (PO). C'est une gare de la Société nationale des chemins de fer français (SNCF) desservie par des trains express régionaux TER Pays de la Loire circulant entre Château-du-Loir, ou Tours, et Le Mans ou Caen. 

## Situation ferroviaire
Établie à 79 mètres d'altitude, la gare d'Écommoy est située au point kilométrique (PK) 312,260 de la ligne de Tours au Mans. Elle est encadrée par les gares de Mayet et de Laigné - Saint-Gervais.

## Histoire
Sur la commune qui compte alors 3 631 habitants, la Compagnie du Chemin de fer de Paris à Orléans (PO) établit une station de troisième catégorie nommée Écommoy qu'elle met en service avec sa ligne de Tours au Mans le 19 juillet 1858.
En 2010 le bâtiment voyageurs d'origine est toujours présent et utilisé, sur l'espace face à ce bâtiment on trouve une ancienne halle à marchandises, mais il ne reste plus qu'une voie de service sur l'important espace de l'ancien faisceau.
La gare a connu 3 accidents mortels en 25 ans, un adolescent de 14 ans en 1997, un jeune homme de 17 ans en 2011 et une jeune femme de 18 ans en 2018, tous les trois fauchés par un train alors qu'ils traversaient sur le passage à niveau piéton, prévu à cet effet, la gare ne disposant ni de passage souterrain, ni de passerelle. Pour le dernier accident, SNCF réseau a été condamné en 2023 par le tribunal correctionnel du Mans pour « avoir involontairement entraîné la mort par un accident »

## Service des voyageurs

### Accueil
Gare SNCF, elle dispose d'un bâtiment voyageurs avec guichets ouverts tous les jours sauf les dimanches et fêtes. Elle est équipée d'automates pour l'achat de titres de transport TER.

### Dessertes
Écommoy est desservie par des trains du réseau TER Pays de la Loire circulant entre Château-du-Loir, ou Tours, et Le Mans ou Caen.

### Intermodalité
Un parc pour les vélos et un parking pour les véhicules sont aménagés.